# ده‌نو (کوه پنج، یک)
ده‌نو یا دهنو۱ روستایی در دهستان کوه پنج بخش مرکزی شهرستان بردسیر استان کرمان ایران است.

## جمعیت
بر پایه سرشماری عمومی نفوس و مسکن در سال ۱۳۹۵ این روستا بدون جمعیت بوده‌است.